# Ghiacciaio Rhesus
Il ghiacciaio Rhesus è un ghiacciaio lungo 7 km e largo 2,5, situato sull'isola Anvers, una delle isole dell'arcipelago Palmer, al largo della costa nord-occidentale della Terra di Graham, in Antartide. In particolare, il ghiacciaio, il cui punto più alto si trova a circa 1750 m s.l.m. e che si trova a nord del ghiacciaio Thamyris e a sud del ghiacciaio Lipen, fluisce verso nord-est, partendo dal versante nord-orientale del monte Priam e scorrendo lungo il versante orientale della dorsale Trojan, fino a entrare nella baia di Fournier, tra punta Predel, a sud, e la penisola Thompson, a nord.

## Storia
Il ghiacciaio Rhesus è stato così battezzato dalla Commissione bulgara per i toponimi antartici in onore di Reso, personaggio della mitologia greca citato anche da Omero nell'Iliade.